# زيروفونوس
زيروفونوس (باليونانية: Ξερόβουνος)‏؛ (بالتركية: Yukarı Yeşilırmak)‏ هي قرية مهجورة تقع في منطقة نيقوسيا في قبرص، غرب كارافوستاسي. بحكم الواقع، تخضع القرية لسيطرة شمال قبرص. بين عامي 1958 و1975، كانت تسمى كوروتيبي بالتركية.